# Herndon (Pensilvania)
Herndon es un borough ubicado en el condado de Northumberland en el estado estadounidense de Pensilvania. En el año 2000 tenía una población de 383 habitantes y una densidad poblacional de 184.8 personas por km².

## Geografía
Herndon se encuentra ubicado en las coordenadas 40°42′15″N 76°50′36″O / 40.70417, -76.84333.

## Demografía
Según la Oficina del Censo en 2000 los ingresos medios por hogar en la localidad eran de $37,750 y los ingresos medios por familia eran $44,063. Los hombres tenían unos ingresos medios de $29,875 frente a los $17,969 para las mujeres. La renta per cápita para la localidad era de $23,156. Alrededor del 9.4% de la población estaba por debajo del umbral de pobreza.